# Yvo de Boer

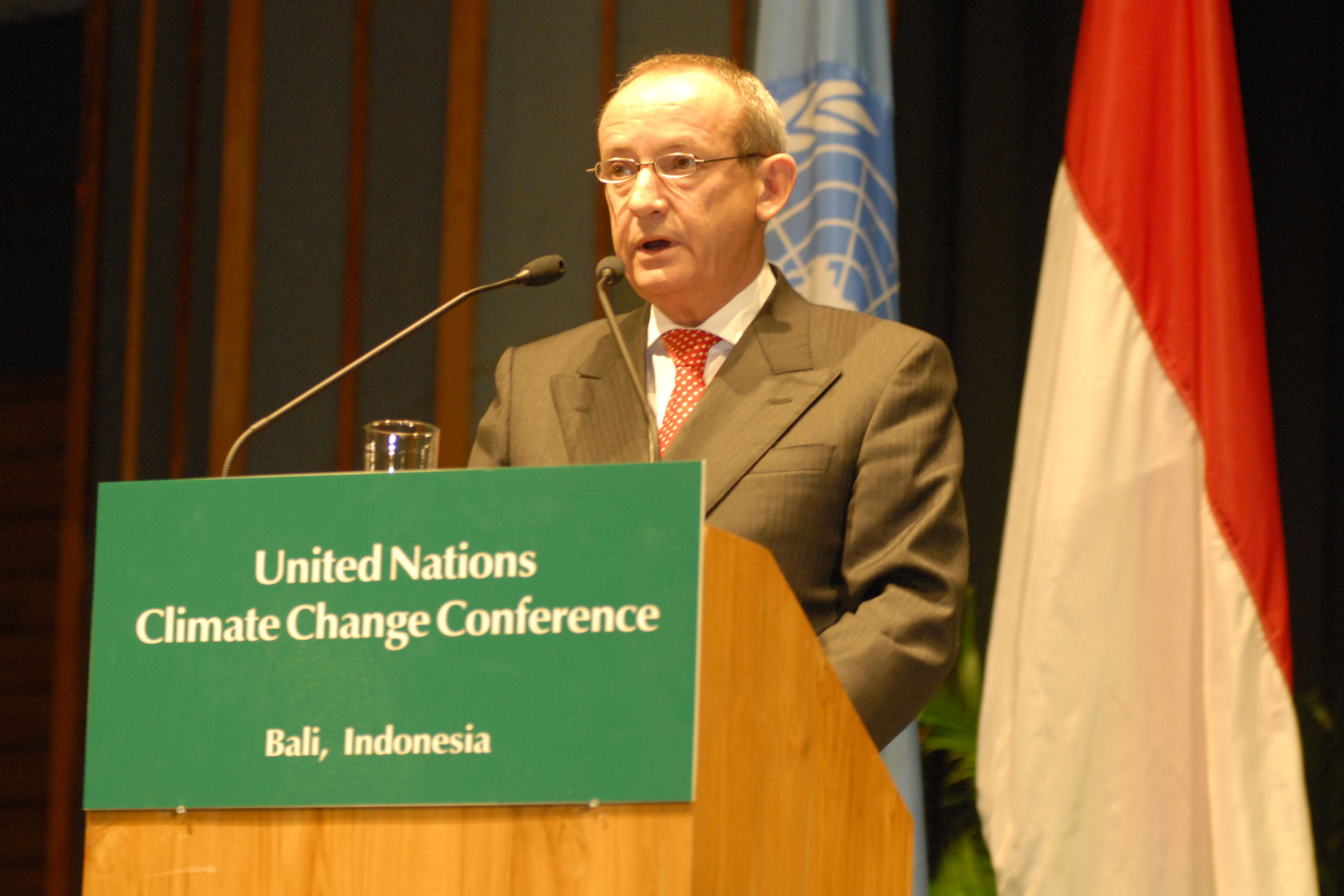
Yvo de Boer (2007)

Yvo de Boer (* 12. Juni 1954 in Wien) ist ein niederländischer Beamter und Funktionär internationaler Organisationen. Er war von September 2006 bis Juni 2010 Generalsekretär des Sekretariats der Klimarahmenkonvention der Vereinten Nationen (UNFCCC).

## Biographie
1954 als Sohn eines niederländischen Diplomaten in Wien geboren, wechselte er häufig seinen Wohnort und lernte viele Länder und Kulturen kennen. Er besuchte ein Internat im Vereinigten Königreich und wechselte später an eine niederländische Hochschule, wo er einen akademischen Grad in social work erwarb.
Als Abteilungsleiter war er im niederländischen Ministerium für Wohnungsbau, Raumplanung und Umwelt für Internationale Angelegenheiten, darunter für die Kooperation mit der EU, zuständig. Weiterhin fungierte er dort als stellvertretender Generaldirektor für Umweltschutz und als Leiter des Referats für den Klimawandel und war für die Bereiche Wohnungswesen und Öffentlichkeitsarbeit verantwortlich. De Boer war außerdem für das Programm der Vereinten Nationen für menschliche Siedlungen (UN-HABITAT) tätig.
Mit dem globalen Klimawandel war er seit 1994 betraut und wirkte in seiner Position entscheidend an der Erarbeitung der Standpunkte der EU in den Verhandlungen zum Kyoto-Protokoll mit. Er initiierte einen internationalen Dialog über den Mechanismus für umweltverträgliche Entwicklung und war außerdem an internationalen Gesprächen mit dem World Business Council on Sustainable Development beteiligt, ein Zusammenschluss von Unternehmen mit dem Ziel der Förderung der nachhaltigen Entwicklung.
Im September 2006 wurde er als Nachfolger der im Oktober 2005 verstorbenen Joke Waller-Hunter zum Generalsekretär des Sekretariats der Klimarahmenkonvention der Vereinten Nationen (UNFCCC) in Bonn berufen. Am 18. Februar 2010 trat er von diesem Amt mit Wirkung zum 1. Juli des Jahres zurück. Nachfolgerin wurde die Costa-Ricanerin Christiana Figueres.
Nach seinem Rücktritt als Generalsekretär war de Boer zwischen Juli 2010 und Mai 2014 als Berater für das Wirtschaftsberatungsunternehmen KPMG tätig. Von Mai 2014 bis Herbst 2016 war er als Generaldirektor für das Global Green Growth Institute tätig.